# Kondroitin
A kondroitin egy szerves vegyület, a kondrin származéka. A glükózaminoglikánok csoportjába tartozik. Két főbb típusa a kondroitin-szulfát és a dermatán-szulfát.
A kondroitin két különböző cukormolekula, az N-acetilgalaktózamin és a glükuronsav váltakozásával alkot hosszú, több mint száz cukormolekulából álló láncot. Általában fehérjékhez kapcsolódva fordul elő.
A kondroitin legnagyobb mennyiségben a porcban található. Fontos alapanyaga a porcszövet sejtközti állományának, ugyanis a porc vízmegkötő képességéért és a rugalmasságáért felelős. Ezt alátámasztja, hogy porckopás esetén kimutathatóan csökken a porcban lévő kondroitin mennyisége. Ezen kívül fokozza a porcsejtek proteoglikán- és hialuronsav-szintézisét, gátolja a porclebontó enzimek működését. Ezen hatásai miatt a kondroitint glükózaminnal együtt gyakran használják étrend-kiegészítő készítményekben, bár egyelőre nem bizonyított, hogy ezen anyagok bevitele segítene a porckopás gyógyításában vagy megelőzésében. Kondroitin szedése mellett jelentős mellékhatások nem ismertek, csak enyhébb gyomor-bélrendszeri panaszok fordulnak elő.
A European League Against Rheumatism (Európai Reumaellenes Liga) szerint a kondroitin alkalmazása az egyik legbiztonságosabb módja a porckopás, artrózis kezelésének.